# 브루스키 FC
브루스키 푸치보우 클루비(포르투갈어: Brusque Futebol Clube)는 브라질의 축구단으로 산타카타리나주의 브루스키를 연고로 한다. 1987년 10월 12일 창단하였으며, 1988년 캄페오나투 브라질레이루 세리이 C, 1989년 캄페오나투 브라질레이루 세리이 B에서 활약하는 등, 빠른 성장세를 보였다. 2017년 현재 브라질 축구 3부 리그 캄페오나투 브라질레이루 세리이 C에 참가하고 있다.

## 역사
1987년 10월 12일 CE 파이산두와 CA 카를루스 헤노우가 병합하여 만들어졌다. 1988년 캄페오나투 브라질레이루 세리이 C에 참가하여 2라운드까지 진출하였고, 1989년 캄페오나투 브라질레이루 세리이 B에선 1라운드에서 탈락하였다. 1992년 캄페오나투 카타리넨시에서 우승을 차지하였으며, 코파 산타카타리나에서도 우승을 차지하였다. 2008년 브루스키는 조인빌리 EC를 꺾으며 코파 산타카타리나 두번째 트로피를 들어올렸다.

## 대회 경력
- 헤코파 술-브라실레이라
  - 우승 (1) : 2008
- 캄페오나투 카타리넨시
  - 우승 (1) : 1992
- 코파 산타카타리나
  - 우승 (3) : 1992, 2008, 2010

## 선수 명단

### 현역
참고: FIFA 자격 규정에 따라 소속된 국가대표팀 국기를 표시합니다. 선수는 복수의 FIFA 비회원국 국적을 가지고 있을 수 있습니다.
| 번호 | 포지션 | 국적     | 이름            |
| ---- | ------ | -------- | --------------- |
| 9    | FW     | 우루과이 | 로드리고 폴레로 |

| 번호 | 포지션 | 국적 | 이름 |
| ---- | ------ | ---- | ---- |